# 维格·坎普曼
奥福特·维格·费舍尔·坎普曼（丹麥語：Olfert Viggo Fischer Kampmann，丹麥語發音：[ˈʌlˀfɐt ˈviko ˈfiɕɐ ˈkʰɑmpˌmænˀ]; 1910年7月21日 – 1976年6月3日），丹麦前政治家，为社会民主党籍。曾担任丹麦首相（1960-1962）、社会民主党领袖及丹麦财政部长等职务。